# ایرنا پاولوویس
 ایرنا پاولوویس (صربی: [Ирена Павловић, Irena Pavlović] Error: {{Lang}}: متن دارای نشانه‌گذاری ایتالیک است (راهنما)؛ زادهٔ ۲۸ سپتامبر ۱۹۸۸) یک تنیس‌باز اهل فرانسه است.